# Sheet Harbour 36
Sheet Harbour 36 är ett reservat i Kanada.   Det ligger i provinsen Nova Scotia, i den östra delen av landet, 1 000 km öster om huvudstaden Ottawa. Sheet Harbour 36 ligger vid sjöarna  Grand Lake och Little Lake.
I omgivningarna runt Sheet Harbour 36 växer i huvudsak blandskog. Runt Sheet Harbour 36 är det mycket glesbefolkat, med 2 invånare per kvadratkilometer.